# 张博 (西汉)
张博（前1世纪—前37年），西汉外戚，汉元帝异母弟淮阳宪王刘钦的舅父。
张博是汉宣帝张婕妤的兄弟。张博跟随京房学习《易经》，把女儿嫁给京房。京房每次朝见汉元帝，出来后都给张博说出他和皇帝的谈话其中所言。张博建议京房为淮阳王刘钦草拟奏章要求入朝，来帮助京房实行考功课吏法。这件事被宦官石显察知，于是弹劾张博、京房通谋诸侯王、诽谤政治，引导诸侯王以邪意等罪状。建昭二年（前37年），张博与京房同时被汉元帝诛杀。